# الثمالة
الثمالة: قرية بمحافظة بارق في جنوب المملكة العربية السعودية. تقع في شرقي إمارة بارق على مسافة خمسة أكيال تقريباً، ويبلغ تعداد سكانها 504 نسمة حسب الإحصاء الذي جرى عام 2004.

## التسمية
الثمالة - بثاء مثلثة ثم ميم مفتوحة بعدها ألف ثم لام مفتوحة بعدها هاء -والثمالة عندهم بناءٌ في مجرى الماء يُمْسكه.

## الموقع
تقع قرية الثمالة على ضفة وادي الفراشة الشمالية، في شرقي الزريبة، شمال الواتدة، وغرب جبل دلهم. وهي من قرى بلاد آل موسى بن سالم.